# Pyrameis aequatorialis
Pyrameis aequatorialis is een vlinder uit de familie Nymphalidae. De wetenschappelijke naam van de soort is voor het eerst gepubliceerd in 1872 door Wagner, als nomen nudum.